# 明合村
明合村（あけあいむら）は三重県安濃郡にあった村。現在の津市安濃町の北部、安濃川の中流右岸、旧・安濃町の中心部にあたる。

## 地理
- 河川：安濃川、北大谷川

## 歴史
- 1889年（明治22年）4月1日 - 町村制の施行により、粟加村・田端上野村・東観音寺村・大塚村・戸島村・野口村・荒木村の区域をもって発足。
- 1955年（昭和30年）1月15日 - 草生村・村主村・安濃村と合併して協和村が発足。同日明合村廃止。

## 交通

### 鉄道路線
- 安濃鉄道
  - 本線（1944年休止、1972年廃止）
    - 荒木駅